# Шенар-Волкер
Шенар-Вокер (фр. Chenard-Walcker) познат и као Chenard & Walcker је била француска компанија за производњу аутомобила и комерцијалних возила, која је 1898. године основана прво у Анијер на Сени а 1908. године пребачена у Жанвилије. До 1946. године компанија је производила аутомобиле, а даље све до 1970-их производи и пројектује камионе које пласира на тржиште кроз Пежоов продајни канал. Шенар-Вокер ће остати запамћен и као победник прве трке 24 часа Ле Мана 1923. године.

## Модели
- 1901 — Шенар-Волкер тип B
- 1903 — Шенар-Волкер 20/24CV
- 1905 — Шенар-Волкер 14/16CV
  - Шенар-Волкер 18/24CV
- 1906 — Шенар-Волкер 8/10CV
  - Шенар-Волкер 30/40CV
- 1908 — Шенар-Волкер тип O
- 1909 — Шенар-Волкер тип Q
  - Шенар-Волкер 12CV
  - Шенар-Волкер 20CV
  - Шенар-Волкер 30CV
- 1913 — Шенар-Волкер тип T2
  - Шенар-Волкер тип U
  - Шенар-Волкер 20/35CV
- 1914 — Шенар-Волкер 8/14CV
  - Шенар-Волкер 12/20CV
  - Шенар-Волкер 15/25CV
- 1919 — Шенар-Волкер тип UU
- 1921 — Шенар-Волкер тип TT
- 1923 — Шенар-Волкер тип U3
  - Шенар-Волкер тип X
- 1924 — Шенар-Волкер тип T3
- 1925 — Шенар-Волкер тип U3
  - Шенар-Волкер тип U4
  - Шенар-Волкер тип Y3
  - Шенар-Волкер тип T4
  - Шенар-Волкер тип G
- 1926 — Шенар-Волкер тип Z2
- 1927 — Шенар-Волкер тип Y8
  - Шенар-Волкер тип Y7 Torpille
  - Шенар-Волкер Type Z5
  - Шенар-Волкер тип Y6
  - Шенар-Волкер тип U8
- 1928 — Шенар-Волкер тип F1
  - Шенар-Волкер тип T8
- 1930 — Шенар-Волкер тип T11
- 1932 — Шенар-Волкер Aiglon
  - Шенар-Волкер Aigle 4
  - Шенар-Волкер Aigle 6
- 1933 — Шенар-Волкер Aigle 8
- 1934 — Шенар-Волкер Super Aigle 4
  - Шенар-Волкер Aigle 4 тип T9N
  - Шенар-Волкер тип Y10C
- 1936 — Chenard-Walcker Aigle 4S
  - Шенар-Волкер Aigle 18
  - Шенар-Волкер Aigle 22
  - Шенар-Волкер Aigle 24
  - Шенар-Волкер Super Aigle 4
  - Шенар-Волкер U14
- 1937 — Шенар-Волкер F22
- 1940 — Шенар-Волкер CHE 1500
- 1945 — Шенар-Волкер F23
  - Шенар-Волкер F24
  - Шенар-Волкер CHT 1500
- 1946 — Шенар-Волкер CKV 1500
- 1947 — Шенар-Волкер CPV 1500
- 1950 — Шенар-Волкер CP3